# William Franklyn-Miller
William Franklyn-Miller (Londen, 25 maart 2004) is een Brits-Australische acteur en model die bekendheid verwierf door zijn opvallende uiterlijk en zijn rollen in verschillende televisieseries en films.

## Levensloop
Franklyn-Miller werd geboren in Londen, maar verhuisde in 2013 met zijn ouders naar Australië. Hij begon zijn carrière als kindmodel en acteur op vierjarige leeftijd. Hij werd ontdekt door een modellenbureau in Covent Garden en heeft sindsdien gewerkt aan verschillende campagnes. Ook heeft hij in verschillende televisieseries en films gespeeld. Hij is vooral bekend van zijn rollen in series. In Medici speelde hij de rol van Giovanni de' Medici, in Arrow was hij te zien als de jonge Joseph Wilson en in Jack Irish speelde hij de jonge Jack. Daarnaast heeft hij ook in de serie Neighbours gespeeld als Brandon Henley.
Hij werd een internetsensatie nadat een foto van hem viraal ging op sociale media. Een Japanse schoolmeisje had een foto van hem op Twitter geplaatst, die vervolgens meer dan 95.000 keer werd gedeeld. Binnen een week groeide het aantal volgers van Franklyn-Miller op Instagram van een paar duizend naar meer dan 140.000. Hij werd ook uitgenodigd voor verschillende televisie-interviews in Azië.
Door zijn plotselinge populariteit werd Franklyn-Miller door sommigen de "mooiste jongen ter wereld" genoemd. Deze titel heeft zijn carrière als model en acteur een boost gegeven.